# الأحد الدامي (فلم)
فيلم الأحد الدامي (بالإنجليزية: The Bloody Sunday) هو فيلم تليفزيوني بريطاني آيرلندي تدور أحداثه حول ما يعرف بمذبحة الأحد الدامي (1972) وهي المذبحة المأساوية التي وقعت في آيرلندا الشمالية في عام 1972. أخرج الفيلم المخرج بول غرينغراس بأسلوب يقترب من الأسلوب التسجيلي. ونال الفيلم في عام 2002 جائزة الدب الذهبي لأفضل فيلم في مهرجان برلين السينمائي.

## وصلات خارجية
- الأحد الدامي على موقع IMDb (الإنجليزية)
- الأحد الدامي على موقع ميتاكريتيك (الإنجليزية)
- الأحد الدامي على موقع روتن توميتوز (الإنجليزية)
- الأحد الدامي على موقع نتفليكس (الإنجليزية)
- الأحد الدامي على موقع ألو سيني (الفرنسية)
- الأحد الدامي على موقع Turner Classic Movies (الإنجليزية)
- الأحد الدامي على موقع أول موفي (الإنجليزية)
- الأحد الدامي على موقع فيلمافينيتي (الإسبانية)
- الأحد الدامي على موقع قاعدة بيانات الأفلام السويدية (السويدية)
- الأحد الدامي على موقع قاعدة بيانات الفيلم (الإنجليزية)

1. 1 2 3 4 5 6 7 8 9 10 11 12 13 14 15 16 17  مذكور في: europeanfilmawards.eu. European Film Awards ID: 5699. الوصول: 13 يناير 2021.
2. ↑  "Sundance Institute Digital Archive" (بالإنجليزية). Retrieved 2024-02-08.{{استشهاد ويب}}:  صيانة الاستشهاد: لغة غير مدعومة (link)
3. 1 2 3  مذكور في: قاعدة بيانات الأفلام التشيكية السلوفاكية. لغة العمل أو لغة الاسم: التشيكية. تاريخ النشر: 2001.
4. ↑  مذكور في: قاعدة بيانات الأفلام على الإنترنت. مُعرِّف قاعدة بيانات الأفلام على الإنترنت (IMDb): tt0280491. الوصول: 17 ديسمبر 2019. لغة العمل أو لغة الاسم: الإنجليزية.
5. 1 2 3 4 5  وصلة مرجع: https://www.europeanfilmacademy.org/2002.100.0.html. مسار الأرشيف: https://web.archive.org/web/20190720125139/https://www.europeanfilmacademy.org/2002.100.0.html. الوصول: 16 ديسمبر 2019.
6. ↑  "Bloody Sunday (2002)". Flixster. مؤرشف من الأصل في 2017-11-27. اطلع عليه بتاريخ 2014-02-22.
7. ↑  UKTV Drama Starsنسخة محفوظة 30 September 2007 على موقع واي باك مشين. uktv.co.uk. Retrieved 14 July 2007. [وصلة مكسورة]
8. ↑  Seány O'Kane في قاعدة بيانات الأفلام على الإنترنت